# Educação integral
Educação Integral, enquanto concepção teórica, prevê a formação mais integrada possível do sujeito, isto é, a oferta de oportunidades de acesso às várias instâncias culturais da sociedade e a visão do ser humano como um ser composto por diversas camadas inter-relacionadas que dizem respeito não apenas à cognição, mas à emoção, subjetividade, desejos, inteligibilidade, sociabilidade, entre outras. 
A Educação Integral, o termo se refere ao desenvolvimento do processo educativo que pense o ser humano em todas as suas dimensões – cognitiva, estética, ética, física, social, afetiva, ou seja, trata-se de pensar uma educação que possibilite a formação integral do ser humano, em todos os seus aspectos.
A educação integral reconhece a pessoa como um todo e não como um ser fragmentado, por exemplo, entre corpo e intelecto.
Só que, de modo a contemplar as ambiguidades, as contradições, enfim, as idiossincrasias do termo dos tempos actuais, é muitas vezes associada a tempo integral, formação integral e/ou proteção social.
O que se pretende com a educação integral é desenvolver os alunos de forma completa, em sua totalidade. Muito mais do que o tempo em sala de aula, a educação integral reorganiza espaços e conteúdos.
Assim a educação integral considera a ampliação dos espaços educativos, que se projetam para além da escola, abrangendo espaços comunitários e urbanos, como salões, igrejas, museus, bibliotecas e parques. Podemos definir o conceito de educação integral a partir de um dito* que diz que “para educar uma criança, é preciso uma aldeia inteira.”
A educação integral também considera um papel crítico-emancipatório para a educação, estimulando a gradativa autonomia dos educandos em sua formação como cidadãos.
Pensa-se que a primeira acção de educação integral, no contexto histórico mundial, tenha acontecido na Escola da Ponte, em Portugal, e através do método de Ensino aí implantado pelo Professor José Pacheco.

## Sentido político
Para os integralistas, no princípio do século XX, a formação integral do homem estava direcionada à ideologia de prepará-lo para a tríplice moral, pelos seus aspectos espirituais, sociais e físicos.
Já os precursores do socialismo, que primavam pela igualdade, liberdade e autonomia, fundamentaram uma teoria educacional própria, em que defendiam a criação de uma escola para o proletariado. 
O anarquismo diz antes que o sentido original do termo é "a negação da autoridade instituída" que reforça as ideias de liberdade e emancipação do homem, deixadas pela educação libertária.

## Contexto histórico no Brasil
A concepção de Educação Integral foi introduzida no Brasil na primeira metade do século XX, por educadores de matrizes político-ideológicas diversas, anarquistas, integralistas, representados na pessoa de Plínio Salgado, católicos e educadores com ingerência política, como Anísio Teixeira. Tendo este último sido responsável pela implementação do primeiro projeto de educação integral brasileiro, em Salvador, Bahia, na década de 1950, o Centro Educacional Carneiro Ribeiro.
Na década de 1960, com a construção de Brasília, Anísio Teixeira foi convidado pelo presidente Juscelino Kubitschek a dar continuidade a seu projeto de educação integral, desta vez na nova capital. Foram construídos, na época, com projeto arquitetônico de Oscar Niemeyer, superquadras, que contavam com quatro escolas-classe, nas quais os estudantes frequentavam as aulas da educação formal clássica e uma escola-parque, que atendia as quatro escolas-classe e na qual eram oferecidas atividades de cunho cultural, esportivo e artístico.
Nos anos de 1980, durante o governo de Leonel Brizola, foram construídos, no Rio de Janeiro, 500 CIEPs (Centros Integrados de Educação Pública), também a partir de uma proposta de educação integral, implementada com a colaboração técnica de Darcy Ribeiro.
Entre 2000 e 2004, a prefeitura de São Paulo construiu e iniciou as atividades de diversos CEUs (Centros de Educação Unificada), os quais também participam de uma concepção de educação integral, não tanto pela extensão da jornada escolar, mas pelo provimento de diversos níveis de ensino e atividades curriculares e extra-curriculares concentradas em um mesmo espaço. 
Com exceção dos CEUs, que ainda estão em funcionamento, a maioria das iniciativas de implantação da Educação Integral como política pública de educação fracassaram, sendo extintas ou inviabilizadas com a troca das gestões governamentais, a cada eleição.

## Mais Educação
O programa Mais Educação, instituído pela Portaria Interministerial n° 17/2007, busca ampliar o tempo e o espaço educativo dos alunos da rede de ensino público do Brasil, contribuindo para a formação integral de crianças, adolescentes e jovens. O objetivo é aumentar a permanência dos estudantes na escola para melhorar o desempenho escolar.
Coordenado pelo Ministério da Educação, o programa faz parte do Plano de Desenvolvimento da Educação (PDE) e articula projetos e programas do governo federal para oferecer atividades no contraturno das aulas regulares. O programa é dividido em 10 macrocampos: acompanhamento pedagógico, educação ambiental, esporte e lazer, direitos humanos em educação, cultura e artes, inclusão digital, prevenção e promoção da saúde, educomunicação, educação científica, e educação econômica e cidadania (somente para os anos finais do ensino fundamental e médio).
Prevê a implantação progressiva da educação integral nas escolas públicas mediante a participação da comunidade e através do PDDE (Programa Dinheiro Direto na Escola), que permite a chegada de uma verba para a Educação Integral na escola sem a passagem por instâncias intermediárias e com gerenciamento compartilhado entre membros da comunidade escolar.
A sua criadora e idealizadora é Jaqueline Moll, que já era defensora deste integrador sistema